# دختر خدا (فیلم ۲۰۱۱)
دختر خدا (به تامیلی: Deiva Thirumagal) فیلمی محصول سال ۲۰۱۱ و به کارگردانی ای. ال ویجی است. در این فیلم بازیگرانی همچون ویکرام، سارا آرجون، آنوشکا شتی، امالا پال، نثار، سانتانام ایفای نقش کرده‌اند.